# L'Ombre du pharaon
Pour plus de détails, voir Fiche technique et Distribution.
L'Ombre du pharaon est un péplum marocain de Souheil Ben Barka sorti en 1997.

## Fiche technique
- Titre original français : L'Ombre du pharaon ou La Malédiction du pharaon[1]
- Réalisateur : Souheil Ben Barka
- Scénario : Souheil Ben Barka, Adriano Bolzoni
- Photographie : Girolamo La Rosa
- Montage : Souheil Ben Barka
- Musique : Richard Horowitz
- Costumes : Sergio Ballo
- Maquillage : Cesare Paciotti
- Sociétés de production : Centre cinématographique marocain
- Pays de production :  Maroc
- Langue originale : français
- Format : Couleur
- Durée : 94 minutes
- Genre : Péplum
- Dates de sortie :
  - Maroc : 12 février 1997

## Distribution
- Helmut Berger
- Florinda Bolkan
- Malika El-Omari
- Priscilla Elyss
- Adil Abdelwahab : Naibit
- Ahmed Boulane : L'archéologue
- Philippe Leroy
- Orso Maria Guerrini
- Hassan Joundi
- Mohammed Miftah
- Alessio Naguas
- Yasmine Ben Barka